# Lama (underdistrikt i Bangladesh)
Lama är ett underdistrikt i Bangladesh. Det ligger i den sydöstra delen av landet, 290 km sydost om huvudstaden Dhaka.
I omgivningarna runt Lama växer huvudsakligen savannskog. Runt Lama är det ganska glesbefolkat, med 48 invånare per kvadratkilometer.